# Alex Washington
Alex Washington (7 maggio 1995) è un calciatore americo-verginiano, di ruolo centrocampista.

## Carriera

### Club
Ha iniziato la carriera nel Positive Vibes.

### Nazionale
Ha esordito in Nazionale nel 2011, giocando due partite di qualificazione ai Mondiali.